# Lasius meridionalis
Lasius meridionalis é uma espécie de insetos himenópteros, mais especificamente de formigas pertencente à família Formicidae.
A autoridade científica da espécie é Bondroit, tendo sido descrita no ano de 1920.
Trata-se de uma espécie presente no território português.